# Золотое правило Ферми
В квантовой физике золотое правило Ферми — это формула, которая использует временную теорию возмущений в нерелятивистской квантовой механике и описывает скорость перехода (вероятность перехода в единицу времени) из одного собственного состояния энергии квантовой системы к группе собственных состояний энергии в непрерывном спектре (континууме) в результате слабого возмущения. Эта скорость перехода фактически не зависит от времени (пока сила возмущения не зависит от времени) и пропорциональна силе связи между начальным и конечным состояниями системы (описываемой квадратом матричного элемента возмущения), а также плотности состояний. Золотое правило Ферми также применимо, когда конечное состояние дискретно, то есть оно не является частью континуума, если в процессе имеет место некоторая декогеренция, например релаксация или столкновение атомов, или шум в возмущении, и в этом случае плотность состояний заменяется выражением, учитывающим конечное время жизни.

## История названия
Хотя правило названо в честь Энрико Ферми, большая часть работы, приведшей к формуле, принадлежит Полю Дираку, который двадцатью годами ранее сформулировал практически идентичное уравнение, включающее три компоненты константы, матричный элемент возмущения и разницу энергий. Это название ему присвоили потому, что из-за важности формулы Ферми назвал его «золотым правилом № 2».
В большинстве случаев термин «золотое правило Ферми» относится к «золотому правилу № 2», но «золотое правило № 1» имеет аналогичный вид и учитывает вероятность непрямых переходов в единицу времени.

## Вывод
Золотое правило Ферми описывает систему, которая первоначально находится в собственном состоянии. {\displaystyle |i\rangle } невозмущённого гамильтониана H0 и рассматривает влияние возмущающего гамильтониана H' применённого к системе. Если H' не зависит от времени, система переходит только в те состояния континуума, которые имеют ту же энергию, что и начальное состояние. Если H' зависит синусоидально от времени (то есть является гармоническим возмущением) с угловой частотой ω, то происходит переход в состояния с энергиями, отличающимися на ħω от энергии исходного состояния.
В обоих случаях вероятность перехода в единицу времени из исходного состояния {\displaystyle |i\rangle } к набору конечных состояний {\displaystyle |f\rangle } по существу является постоянной величиной. В первом приближении она определяется выражением{\displaystyle \Gamma _{i\to f}={\frac {2\pi }{\hbar }}\left|\langle f|H'|i\rangle \right|^{2}\rho (E_{f})\,,}где {\displaystyle \langle f|H'|i\rangle } — матричный элемент (в обозначениях бра-кета) возмущения H' между конечным и начальным состояниями, и {\displaystyle \rho (E_{f})} — плотность состояний (количество состояний континуума, разделённое на элемент {\displaystyle dE} — бесконечно малый интервал энергий в диапазоне от {\displaystyle E} до {\displaystyle E+dE}) при энергии {\displaystyle E_{f}} из конечных состояний. Эту вероятность перехода также называют «вероятностью распада» и она связана с обратной величиной среднего времени жизни. Таким образом, вероятность нахождения системы в состоянии {\displaystyle |i\rangle } пропорциональна {\displaystyle e^{-\Gamma _{i\to f}t}}.
Стандартный способ вывода уравнения — используя теорию возмущений, зависящую от времени, перейти к пределу поглощения в предположении, что время измерения намного больше, чем время, необходимое для перехода.
Только величина матричного элемента {\displaystyle \langle f|H'|i\rangle } входит в золотое правило Ферми. Однако фаза этого матричного элемента содержит отдельную информацию о переходном процессе. Она появляется в выражениях, которые дополняют золотое правило в подходе к переносу электронов, основанном на квазиклассическом уравнении Больцмана.
Хотя золотое правило обычно формулируется и выводится в терминах, приведённых выше, волновая функция конечного состояния (континуума) часто описывается довольно расплывчато и неправильно нормируется (и нормализация используется при выводе). Проблема в том, что для создания континуума не согласуется с пространственными ограничениями, что обязательно приводит к дискретизации спектра, и поэтому волновые функции континуума должны иметь бесконечную протяжённость, а это, в свою очередь, означает, что нормировка {\textstyle \langle f|f\rangle =\int d^{3}\mathbf {r} \left|f(\mathbf {r} )\right|^{2}} бесконечна, а не единица. Если взаимодействия зависят от энергии состояния континуума, а не от каких-либо других квантовых чисел, то волновые функции континуума обычно нормируют с энергией {\displaystyle \varepsilon } помеченной {\displaystyle |\varepsilon \rangle }, используя нормировку на дельта-функцию {\displaystyle \langle \varepsilon |\varepsilon '\rangle =\delta (\varepsilon -\varepsilon ')}, где {\displaystyle \delta } — дельта-функция Дирака, и коэффициент квадратного корня из плотности состояний включается в {\displaystyle |\varepsilon _{i}\rangle }. В этом случае волновая функция континуума приобретает размерность {\textstyle 1/{\sqrt {\text{[energy]}}}}, и золотое правило теперь{\displaystyle \Gamma _{i\to \varepsilon _{i}}={\frac {2\pi }{\hbar }}|\langle \varepsilon _{i}|H'|i\rangle |^{2}\,,}где {\displaystyle \varepsilon _{i}} относится к состоянию континуума с той же энергией, что и дискретное состояние {\displaystyle i}. Правильно нормированные волновые функции континуума для случая свободного электрона вблизи атома водорода можно найти у Бете и Солпитера.

## Приложения

### Полупроводники
Золотое правило Ферми используют для расчёта вероятности перехода электрона, возбуждённого фотоном из валентной зоны в зону проводимости в полупроводнике с прямой запрещённой зоной, а также для случаев, когда электрон рекомбинирует с дыркой и излучает фотон. Для фотона с частотой {\displaystyle \omega } и волновым вектором {\displaystyle {\textbf {q}}}, где закон дисперсии света {\displaystyle \omega =(c/n)\left|{\textbf {q}}\right|}, {\displaystyle n} — показатель преломления.
Используя кулоновскую калибровку, при которой {\displaystyle \nabla \cdot {\textbf {A}}=0} и {\displaystyle V=0} векторный потенциал электромагнитной волны определяется выражением {\displaystyle {\textbf {A}}=A_{0}{\boldsymbol {\varepsilon }}e^{\mathrm {i} ({\textbf {q}}\cdot {\textbf {r}}-\omega t)}+C}, где результирующее электрическое поле{\displaystyle {\textbf {E}}=-{\frac {\partial {\textbf {A}}}{\partial t}}=\mathrm {i} \omega A_{0}{\boldsymbol {\varepsilon }}e^{\mathrm {i} .({\textbf {q}}\cdot {\textbf {r}}-\omega t)}\,.}Для электрона в валентной зоне гамильтониан имеет вид{\displaystyle H={\frac {({\textbf {p}}+e{\textbf {A}})^{2}}{2m_{0}}}+V({\textbf {r}})\,,}где {\displaystyle V({\textbf {r}})} — потенциал кристалла, {\displaystyle e} и {\displaystyle m_{0}} — заряд и масса электрона, а {\displaystyle {\textbf {p}}} — оператором импульса (квазиимпульса для периолдического потенциала). Здесь рассматривается процесс с участием одного фотона и первого порядка по {\displaystyle {\textbf {A}}}. Результирующий гамильтониан{\displaystyle H=H_{0}+H'=\left[{\frac {{\textbf {p}}^{2}}{2m_{0}}}+V({\textbf {r}})\right]+\left[{\frac {e}{2m_{0}}}({\textbf {p}}\cdot {\textbf {A}}+{\textbf {A}}\cdot {\textbf {p}})\right]\,,}где {\displaystyle H'} — малое возмущение.
Для вертикального оптического дипольного перехода, вероятность перехода определятся используя зависящую от времени теорию возмущений{\displaystyle \Gamma _{if}={\frac {2\pi }{\hbar }}\left|\langle f|H'|i\rangle \right|^{2}\delta (E_{f}-E_{i}\pm \hbar \omega )\,,}где возмущение{\displaystyle H'\approx {\frac {eA_{0}}{m_{0}}}{\boldsymbol {\varepsilon }}\cdot \mathbf {p} \,,}где {\displaystyle {\boldsymbol {\varepsilon }}} — вектор поляризации электромагнитной волны. {\displaystyle |i\rangle } и {\displaystyle |f\rangle } — волновая функция Блоха начального и конечного состояний. Поскольку вероятность перехода должна удовлетворять закону сохранения энергии, то в выражении для вероятности появляется формула {\displaystyle \delta (E_{f}-E_{i}\pm \hbar \omega )}. Из возмущения видно, что суть расчёта лежит в определении матричных элементах, показанных в скобках.
Для начального и конечного состояний в валентной зоне и зоне проводимости имеется {\displaystyle |i\rangle =\Psi _{v,{\textbf {k}}_{i},s_{i}}({\textbf {r}})} и {\displaystyle |f\rangle =\Psi _{c,{\textbf {k}}_{f},s_{f}}({\textbf {r}})} соответственно и если {\displaystyle H'} оператор возмущения не действует на спин, электрон остаётся в том же спиновом состоянии, и, следовательно, можно записать волновую функцию Блоха начального и конечного состояний в виде{\displaystyle \Psi _{v,{\textbf {k}}_{i}}({\textbf {r}})={\frac {1}{\sqrt {N\Omega _{0}}}}u_{n_{v},{\textbf {k}}_{i}}({\textbf {r}})e^{i{\textbf {k}}_{i}\cdot {\textbf {r}}}\,,}{\displaystyle \Psi _{c,{\textbf {k}}_{f}}({\textbf {r}})={\frac {1}{\sqrt {N\Omega _{0}}}}u_{n_{c},{\textbf {k}}_{f}}({\textbf {r}})e^{i{\textbf {k}}_{f}\cdot {\textbf {r}}}\,,}где {\displaystyle N} — количество элементарных ячеек с объёмом {\displaystyle \Omega _{0}}. Рассчитав с использованием этих волновых функций, и, сосредоточив внимание на излучении (фотолюминесценции), а не на поглощении, скорость перехода равна{\displaystyle \Gamma _{cv}={\frac {2\pi }{\hbar }}\left({\frac {eA_{0}}{m_{0}}}\right)^{2}|{\boldsymbol {\varepsilon }}\cdot {\boldsymbol {\mu }}_{cv}({\textbf {k}})|^{2}\delta (E_{c}-E_{v}-\hbar \omega )\,,}где {\displaystyle {\boldsymbol {\mu }}_{cv}} — дипольный момент оптического перехода, что качественно является математическим ожиданием {\displaystyle \langle c|({\text{charge}})\times ({\text{distance}})|v\rangle } и в этой ситуации принимает вид{\displaystyle {\boldsymbol {\mu }}_{cv}=-{\frac {i\hbar }{\Omega _{0}}}\int _{\Omega _{0}}d{\textbf {r}}'u_{n_{c},{\textbf {k}}}^{*}({\textbf {r}}')\nabla u_{n_{v},{\textbf {k}}}({\textbf {r}}')\,.}Для нахождения общей скорости перехода {\displaystyle \Gamma (\omega )} нужно суммировать по всем возможным начальным и конечным состояниям, которые удовлетворяют закону сохранения энергии (то есть интегралу зоны Бриллюэна в k -пространстве), и учитывая спиновое вырождение, что после расчёта приводит к выражению{\displaystyle \Gamma (\omega )={\frac {4\pi }{\hbar }}\left({\frac {eA_{0}}{m_{0}}}\right)^{2}|{\boldsymbol {\varepsilon }}\cdot {\boldsymbol {\mu }}_{cv}|^{2}\rho _{cv}(\omega )\,,}где {\displaystyle \rho _{cv}(\omega )} — совместная плотность состояний валентной проводимости (то есть плотность пары состояний: одно занятое валентное состояние, одно пустое состояние проводимости). В трёхмерной пространстве (3D) это равно{\displaystyle \rho _{cv}(\omega )=2\pi \left({\frac {2m^{*}}{\hbar ^{2}}}\right)^{3/2}{\sqrt {\hbar \omega -E_{g}}}\,,}но совместная плотность состояний различна для случаев 2D, 1D и 0D.
В общем виде золотое правило Ферми для полупроводников можно выразить в виде{\displaystyle \Gamma _{vc}={\frac {2\pi }{\hbar }}\int _{\text{BZ}}{\frac {d{\textbf {k}}}{4\pi ^{3}}}|H_{vc}'|^{2}\delta (E_{c}({\textbf {k}})-E_{v}({\textbf {k}})-\hbar \omega )\,.}Точно так же стационарный фототок, пропорциональный интенсивности света, равен{\displaystyle {\textbf {J}}=-{\frac {2\pi e\tau }{\hbar }}\sum _{i,f}\int _{\text{BZ}}{\frac {d{\textbf {k}}}{(2\pi )^{D}}}|{\textbf {v}}_{i}-{\textbf {v}}_{f}|(f_{i}({\textbf {k}})-f_{f}({\textbf {k}}))|H_{if}'|^{2}\delta (E_{f}({\textbf {k}})-E_{i}({\textbf {k}})-\hbar \omega )\,,}где {\displaystyle \tau } — время релаксации, {\displaystyle {\textbf {v}}_{i}-{\textbf {v}}_{f}} и {\displaystyle f_{i}({\textbf {k}})-f_{f}({\textbf {k}})} — разность групповой скорости и распределений Ферми — Дирака между возможными начальным и конечным состояниями. Здесь {\displaystyle |H_{if}'|^{2}} определяет дипольный оптический переход. Из-за коммутационного соотношения между положением {\displaystyle {\textbf {r}}} и гамильтонианом, дипольный переход и фототок можно переписать в терминах матрицы оператора положения, используя замену{\displaystyle \langle i|{\textbf {p}}|f\rangle =-im_{0}\omega \langle i|{\textbf {r}}|f\rangle }.

### Сканирующая туннельная микроскопия
В сканирующем туннельном микроскопе для определения туннельного тока используется золотое правило Ферми. Оно принимает форму{\displaystyle w={\frac {2\pi }{\hbar }}|M|^{2}\delta (E_{\psi }-E_{\chi })\,,}где {\displaystyle M} — матричный элемент, описываюший туннелирование.

### Квантовая оптика
При рассмотрении переходов между энергетическими уровнями (между двумя дискретными состояниями) золотое правило Ферми записывается как{\displaystyle \Gamma _{i\to f}={\frac {2\pi }{\hbar }}\left|\langle f|H'|i\rangle \right|^{2}g(\hbar \omega )\,,}где {\displaystyle g(\hbar \omega )} — плотность состояний фотона при данной энергии, {\displaystyle \hbar \omega } — энергия фотона, а {\displaystyle \omega } — угловая частота. Это альтернативное выражение основано на том факте, что существует континуум конечных (фотонных) состояний, то есть диапазон разрешённых энергий фотонов непрерывен.

### Эксперимент Дрексхаге

Как диаграмма направленности, так и полная излучаемая мощность (которая пропорциональна скорости затухания) диполя зависят от его расстояния от зеркала.

Золотое правило Ферми предсказывает, что вероятность распада возбуждённого состояния зависит от плотности состояний. В этом можно убедиться экспериментально, измерив скорость затухания осцилляций диполя вблизи зеркала: поскольку наличие зеркала создаёт области с более высокой и низкой плотностью состояний, измеренная скорость затухания зависит от расстояния между зеркалом и диполем.